# Jess Fink
Jess Fink (nacida el 29 de junio de 1981) es una ilustradora y creadora de cómics estadounidense.

## Primeros años y educación
En la escuela secundaria, Jess Fink comenzó a leer cómics y luego manga. Cita a Molly Kiely y Art Spiegelman como influencias.
En 2003, Fink recibió su título en Ilustración y Caricatura de la Escuela de Artes Visuales de la ciudad de Nueva York. Durante sus estudios, recibió clases de Tom Hart, quien la ayudó con la edición de We Can Fix It.

## Carrera
Ella creó el webcomic convertido en novela gráfica Chester 5000 XYV y la novela gráfica We Can Fix It, ambas publicadas por Top Shelf Comics. Su trabajo ha aparecido en North American Review, entre otras publicaciones.  Los cómics eróticos de Fink han aparecido en el Museo del Sexo de la ciudad de Nueva York y en el cómic web y novela gráfica Oh Joy Sex Toy. Su naturaleza es autobiográfica y presenta escenas eróticas.  Por ejemplo, describió su obra We Can Fix It como "una memoria autobiográfica... con una máquina del tiempo" y describió su obra Chester 5000 XYV como "un romance erótico, robótico y victoriano".

## Premios y reconocimientos
Chester 5000 XYV es parte del Archivo Web de Webcómics de la Biblioteca del Congreso de Estados Unidos. 

## Vida personal
Actualmente vive en Troy, Nueva York y vende joyas a través de una tienda en línea llamada Hey Chickadee!. Ha utilizado Kickstarter para financiar proyectos y tiene un Patreon.

## Obras

### Top Shelf Comics
- Chester 5000 XYV (2011)[14]
- We Can Fix It (2013)[15]

### Image Comics
- Adventures Into Mindless Self Indulgence (2010)[16]

### Webcómics
- Chester 5000[17]
- Kid With Experience[17]
- We Are Become Pals[17]

### Antologías
- SPX (2002/2003)[18]
- Best Erotic Comics (Last Gasp, 2009)[18]
- Erotic Comics, volumen 2 (Abrams, 2008)[18]
- Popgun (volumen 4, 2010)[18]
- Smut Peddler (2013)[19]

## Premios
- Premio Ignatz 2017 a la serie destacada: Chester 5000[20]